# چهلمین در
چهلمین در یک فیلم درام محصول سال ٢٠٠٩ کشور جمهوری آذربایجان است.

## عوامل فیلم
- کارگردان: الچین موسی‌اوغلو
- حسن صفروف در نقش: رستم
- Gyuliar Nabiyeva در نقش: لیلا
- روشن آقایِو در نقش: ادیک
- المیرا شبانوا در نقش: خاله فاطمه
- رفیق عظیموف در نقش: دایی صبیر